# Lord Speaker
Il Lord Speaker della Camera dei lord (in inglese: Lord Speaker of the House of Lords) o Lord Speaker (Lord presidente) è il presidente della Camera dei lord, la camera alta del Parlamento del Regno Unito. L'ufficio è analogo allo Speaker della Camera dei comuni: il Lord Speaker è eletto dai membri della Camera dei lord e dovrebbe essere politicamente imparziale.
Fino al luglio 2006, il Lord cancelliere ha assunto il ruolo di presidente della Camera dei Lord. Sotto il Constitutional Reform Act 2005, la posizione del presidente della Camera dei Lord (come viene definita nell'Atto) divenne un ufficio separato, consentendo alla posizione di essere detenuta da qualcuno che non fosse il Lord cancelliere. Il Lord cancelliere ha continuato ad agire in qualità di presidente della Camera dei Lord in un periodo provvisorio dopo che la legge è stata approvata mentre la Camera dei lord ha preso in considerazione nuovi accordi in merito alla sua posizione di presidente.
L'attuale Lord Speaker è John McFall, barone McFall di Alcluith.

## Elenco dei lord speaker
| Immagine | Lord Speaker                                          | MandatoElezione  | MandatoElezione | Partito precedente | Partito precedente | Note  |
| -------- | ----------------------------------------------------- | ---------------- | --------------- | ------------------ | ------------------ | ----- |
|          | Helene Hayman, baronessa Hayman (1949)                | 4 luglio 2006    | 31 agosto 2011  |                    | Laburista          | [ 3 ] |
| 2006     | Helene Hayman, baronessa Hayman (1949)                |                  |                 |                    | Laburista          | [ 3 ] |
|          | Frances D'Souza, baronessa D'Souza di Wychwood (1944) | 1 settembre 2011 | 31 agosto 2016  |                    | Crossbench (Misto) | [ 4 ] |
| 2011     | Frances D'Souza, baronessa D'Souza di Wychwood (1944) |                  |                 |                    | Crossbench (Misto) | [ 4 ] |
|          | Norman Fowler, barone Fowler (1938)                   | 1 settembre 2016 | 30 aprile 2021  |                    | Conservatore       | [ 5 ] |
| 2016     | Norman Fowler, barone Fowler (1938)                   |                  |                 |                    | Conservatore       | [ 5 ] |
|          | John McFall, barone McFall di Alcluith (1944)         | 1 maggio 2021    | in corso        |                    | Laburista          | [ 6 ] |
| 2021     | John McFall, barone McFall di Alcluith (1944)         |                  |                 |                    | Laburista          | [ 6 ] |